# Lillet

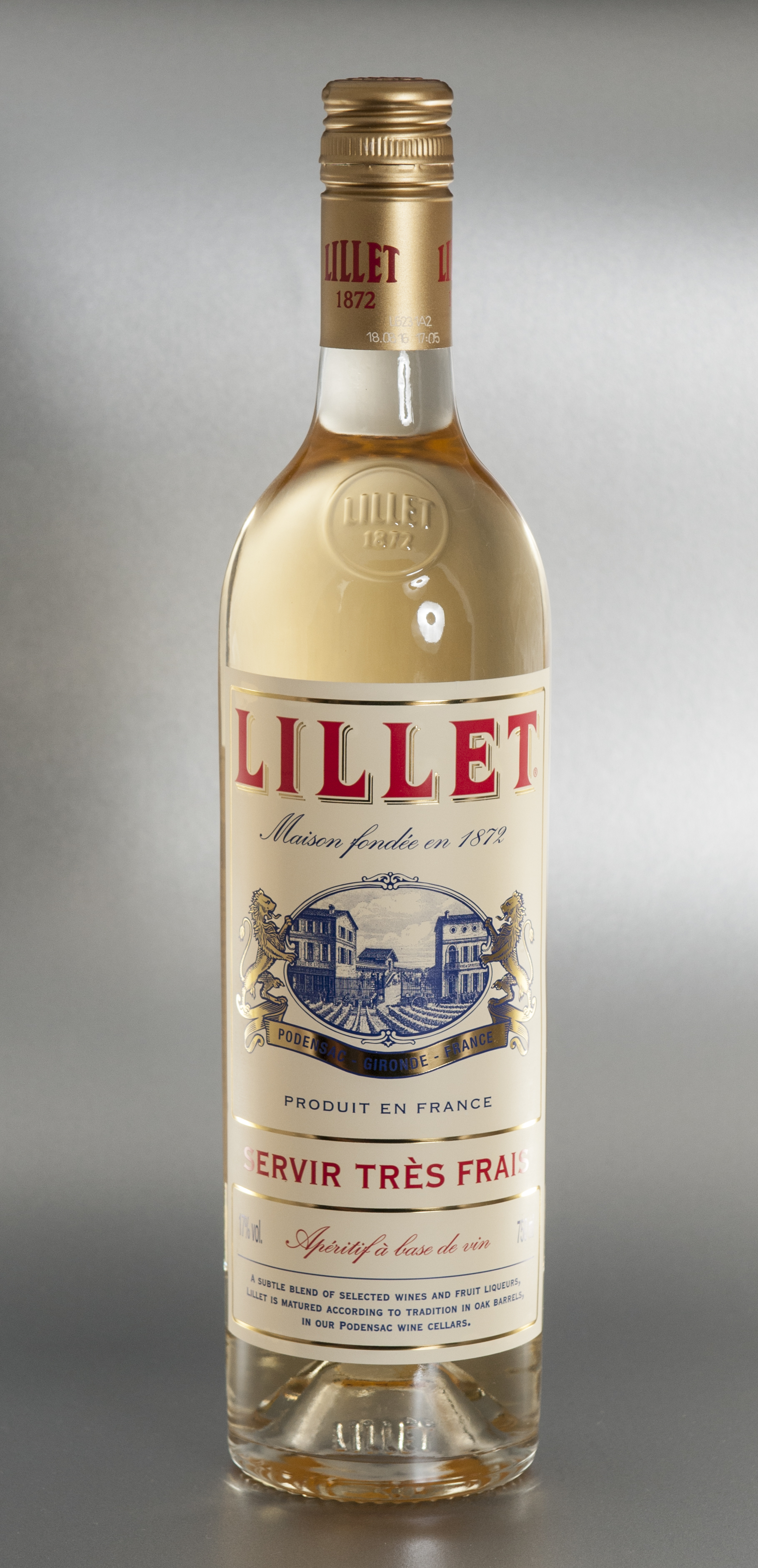
En flaska Lillet

Lillet är en fransk vinbaserad aperitif från Podensac. Det klassas som ett aromatiserat vin enligt EU-lagstiftningen, då det är en blandning av 85% vin från Bordeaux-regionen (Semillon för blanc och för rosé, Merlot för rouge) och 15 % macererade likörer, mestadels citruslikörer (skal av söta apelsiner från Spanien och Marocko och skal av bittra gröna apelsiner från Haiti). Blandningen rörs sedan om i ekkar tills den blandas. Under lagringsprocessen hanteras Lillet som ett Bordeauxvin (genomgår finbehandling, rackning, filtrering, etc.).
I den ursprungliga Kina Lillet ingick kininlikör gjord av cinchonabark från Peru bland dess ingredienser. "Lillet" tillhör en familj av aperitifer som kallas tonicviner på grund av tillsatsen av kinin. Lillet Blanc, en sötare variant, ersatte Kina Lillet 1986.

## Framträdanden i populärkulturen
- 1950-talet: Wallis, hertiginna av Windsor, den amerikanska maken till kung Edward VIII, var en stor beundrare av Lillet. Hon introducerade det till det höga samhället, särskilt i Fauchon, och i överklasshotellen där hon ofta bodde.
- 1953: i den första Ian Fleming James Bond -romanen Casino Royale, uppfinner Bond en Kina Lillet martini, som han döpte till "Vesper" efter hans kärleksintresse i historien. Vesper beställdes av James Bond i filmerna Casino Royale (2006) och Quantum of Solace (2008).[1]

- 1981: Lillet är den föredragna drinken av seriemördaren Hannibal Lecter i serien av böcker skrivna av Thomas Harris.[2][3]
- 2018: Lillet är med i Dan Fespermans roman Safe Houses.